# Гринсвилл (округ)
Округ Гринсвилл (англ. Greensville County) располагается в США, штате Виргиния. По состоянию на 2010 год, численность населения составляла 12 243 человек. Существует несколько версий происхождения названия округа, согласно одной из них он получил своё название по имени английского корсара Ричардa Гренвиллa, согласно другой этот округ был назван в честь американского генерала Натаниэля Грина.

## География
По данным Бюро переписи США, общая площадь округа равняется 769 км², из которых 764 км² суша и 4 км² или 0,5 % это водоёмы.

### Соседние округа
- Брансуик (Виргиния) — запад
- Динуидди (Виргиния) — север
- Сассекс (Виргиния) — северо-восток
- Саутгемптон (Виргиния) — восток
- Нортгемптон (Виргиния) — юг
- независимый город Эмпория (анклав)

## Демография
По данным переписи населения 2000 года в округе проживает 11 560 жителей в составе 3 375 домашних хозяйств и 2 396 семей. Плотность населения составляет 15 человек на км². На территории округа насчитывается 3 765 жилых строений, при плотности застройки 16 строений на км². Расовый состав населения: белые — 38,94 %, афроамериканцы — 59,75 %, коренные американцы (индейцы) — 0,10 %, азиаты — 0,40 %, гавайцы — 0,02 %, представители других рас — 0,47 %, представители двух или более рас — 0,93 %. Испаноязычные составляли 0,93 % населения.
В составе 29,30 % из общего числа домашних хозяйств проживают дети в возрасте до 18 лет, 49,80 % домашних хозяйств представляют собой супружеские пары проживающие вместе, 16,00 % домашних хозяйств представляют собой одиноких женщин без супруга, 29,00 % домашних хозяйств не имеют отношения к семьям, 25,40 % домашних хозяйств состоят из одного человека, 11,30 % домашних хозяйств состоят из престарелых (65 лет и старше), проживающих в одиночестве. Средний размер домашнего хозяйства составляет 2,51 человека, и средний размер семьи 2,99 человека.
Возрастной состав округа: 18,20 % моложе 18 лет, 7,40 % от 18 до 24, 38,70 % от 25 до 44, 24,20 % от 45 до 64 и 11,40 % от 65 и старше. Средний возраст жителя округа 38 лет. На каждые 100 женщин приходится 160,90 мужчин. На каждые 100 женщин старше 18 лет приходится 177,80 мужчин.
Средний доход на домохозяйство в округе составлял 32 002 USD, на семью — 38 810 USD. Среднестатистический заработок мужчины был 24 919 USD против 19 849 USD для женщины. Доход на душу населения составлял 14 632 USD. Около 14,70 % семей и 12,40 % общего населения находились ниже черты бедности, в том числе — 17,00 % молодежи (тех кому ещё не исполнилось 18 лет) и 18,60 % тех кому было уже больше 65 лет.